# 2008-as fedett pályás atlétikai világbajnokság
A 2008-as fedett pályás atlétikai világbajnokságot március 7. és március 9. között rendezték a spanyolországi Valenciában. A férfiaknál és a nőknél is 13 versenyszámot rendeztek. Az eseményt a Luis Puig Palaceban bonyolították le.
A női 1500 méteres síkfutásban eredetileg kettős orosz siker született Jelena Szoboljeva és Julija Fomenko révén. A pekingi olimpia előtt kirobbant orosz doppingbotrányban ők is érintettek voltak, így utólag megfosztották őket érmeiktől. A verseny legeredményesebb sportolója az orosz Oleszja Zikina volt, aki aranyérmet szerzett a női 400 méteres síkfutásban, valamint tagja volt a győztes 4 × 400 méteres női váltónak.

## Éremtáblázat
(A táblázatban a rendező nemzet eltérő háttérszínnel kiemelve.)
| Helyezés | Nemzet                  | Arany | Ezüst | Bronz | Összesen |
| 1.       | Egyesült Államok        | 5     | 5     | 3     | 13       |
| 2.       | Oroszország             | 4     | 4     | 3     | 11       |
| 3.       | Etiópia                 | 4     | 2     | 1     | 7        |
| 4.       | Nagy-Britannia          | 1     | 4     | 0     | 5        |
| 5.       | Kuba                    | 1     | 1     | 1     | 3        |
| 6.       | Svédország              | 1     | 1     | 0     | 2        |
| 6.       | Dél-afrikai Köztársaság | 1     | 1     | 0     | 2        |
| 8.       | Ausztrália              | 1     | 0     | 1     | 2        |
| 8.       | Kína                    | 1     | 0     | 1     | 2        |
| 8.       | Portugália              | 1     | 0     | 1     | 2        |
| 11.      | Belgium                 | 1     | 0     | 0     | 1        |
| 11.      | Kanada                  | 1     | 0     | 0     | 1        |
| 11.      | Horvátország            | 1     | 0     | 0     | 1        |
| 11.      | Új-Zéland               | 1     | 0     | 0     | 1        |
| 11.      | Nigéria                 | 1     | 0     | 0     | 1        |
| 11.      | Szudán                  | 1     | 0     | 0     | 1        |
| 17.      | Fehéroroszország        | 0     | 3     | 0     | 3        |
| 18.      | Kenya                   | 0     | 2     | 0     | 2        |
| 19.      | Brazília                | 0     | 1     | 1     | 2        |
| 19.      | Ukrajna                 | 0     | 1     | 1     | 2        |
| 21.      | Görögország             | 0     | 1     | 0     | 1        |
| 21.      | Jamaica                 | 0     | 1     | 0     | 1        |
| 21.      | Saint Kitts és Nevis    | 0     | 1     | 0     | 1        |
| 24.      | Lengyelország           | 0     | 0     | 2     | 2        |
| 25.      | Bahama-szigetek         | 0     | 0     | 1     | 1        |
| 25.      | Bahrein                 | 0     | 0     | 1     | 1        |
| 25.      | Brit Virgin-szigetek    | 0     | 0     | 1     | 1        |
| 25.      | Bulgária                | 0     | 0     | 1     | 1        |
| 25.      | Ciprus                  | 0     | 0     | 1     | 1        |
| 25.      | Dominikai Köztársaság   | 0     | 0     | 1     | 1        |
| 25.      | Kazahsztán              | 0     | 0     | 1     | 1        |
| 25.      | Lettország              | 0     | 0     | 1     | 1        |
| 25.      | Marokkó                 | 0     | 0     | 1     | 1        |
| 25.      | Mozambik                | 0     | 0     | 1     | 1        |
| 25.      | Szaúd-Arábia            | 0     | 0     | 1     | 1        |
| 25.      | Szlovénia               | 0     | 0     | 1     | 1        |
| 25.      | Spanyolország           | 0     | 0     | 1     | 1        |
| Összesen | Összesen                | 26    | 27    | 28    | 81       |

## Érmesek
- WR – világrekord
- CR – világbajnoki rekord
- AR – kontinens rekord
- NR – országos rekord
- PB – egyéni rekord
- WL – az adott évben aktuálisan a világ legjobb eredménye
- SB – az adott évben aktuálisan az egyéni legjobb eredmény

### Férfi
| Versenyszám                            | Arany                                                                        | Arany        | Ezüst                                                                         | Ezüst           | Bronz                                                                               | Bronz        |
| -------------------------------------- | ---------------------------------------------------------------------------- | ------------ | ----------------------------------------------------------------------------- | --------------- | ----------------------------------------------------------------------------------- | ------------ |
| 60 m Döntő: március 7., 20:45          | Olusoji A. Fasuba · Nigéria                                                  | 6,51 WL      | Kim Collins · Saint Kitts és Nevis · Dwain Chambers · Egyesült Királyság      | 6,54 SB 6,54 PB | nem adták ki                                                                        |              |
| 400 m Döntő: március 9., 16:35         | Tyler Christopher · Kanada                                                   | 45,67 WL     | Johan Wissman · Svédország                                                    | 46,04 PB        | Chris Brown · Bahama-szigetek                                                       | 46,26 SB     |
| 800 m Döntő: március 9., 18:40         | Abubaker Kaki Khamis · Szudán                                                | 1:44,81 WL   | Mbulaeni Mulaudzi · Dél-afrikai Köztársaság                                   | 1:44,91 NR      | Yusuf Saad Kamel · Brunei                                                           | 1:45.26 AR   |
| 1500 m Döntő: március 8., 19:55        | Deresse Mekonnen · Etiópia                                                   | 3:38,23      | Daniel Kipchirchir Komen · Kenya                                              | 3:38,54         | Juan Carlos Higuero · Spanyolország                                                 | 3:38,82      |
| 3000 m Döntő: március 9., 17:45        | Tariku Bekele · Etiópia                                                      | 7:48,23      | Paul Kipsiele Koech · Kenya                                                   | 7:49,05         | Abreham Cherkos · Etiópia                                                           | 7:49,96      |
| 60 m gát Döntő: március 8., 20:35      | Liu Hsziang · Kína                                                           | 7,46 SB      | Allen Johnson · Egyesült Államok                                              | 7,55            | Stanislavs Olijars · Lettország · Jevgenyij Boriszov · Oroszország                  | 7,60 SB 7,60 |
| 4x400 m váltó Döntő: március 9., 19:05 | Egyesült Államok · James Davis · Jamaal Torrance · Greg Nixon · Kelly Willie | 3:06,79 WL   | Jamaica · Michael Blackwood · Edino Steele · Adrian Findlay · DeWayne Barrett | 3:07,69 SB      | Dominikai Köztársaság · Arismendy Peguero · Carlos Santa · Pedro Mejia · Yoel Tapia | 3:07,77 NR   |
| Magasugrás Döntő: március 8., 17:00    | Stefan Holm · Svédország                                                     | 236 cm       | Jaroszlav Ribakov · Oroszország                                               | 234 cm          | Kiriákosz Joánnu · Ciprus · Andra Manson · Egyesült Államok                         | 230 cm SB    |
| Rúdugrás Döntő: március 9., 16:00      | Jevgenyij Lukjanyenko · Oroszország                                          | 590 cm WL    | Brad Walker · Egyesült Államok                                                | 585 cm PB       | Steven Hooker · Ausztrália                                                          | 580 cm SB    |
| Távolugrás Döntő: március 8., 19:05    | Godfrey Khotso Mokoena · Dél-afrikai Köztársaság                             | 808 cm SB    | Christopher Tomlinson · Nagy-Britannia                                        | 806 cm          | Mohamed Salman Al Khuwalidi · Szaúd-Arábia                                          | 801 cm       |
| Hármasugrás Döntő: március 9., 17:45   | Phillips Idowu · Nagy-Britannia                                              | 17,75 m WL   | Arnie David Girat · Kuba                                                      | 17,47 m PB      | Nelson Évora · Portugália                                                           | 17,27 m      |
| Súlylökés Döntő: március 7., 18:30     | Christian Cantwell · Egyesült Államok                                        | 21,77 m      | Reese Hoffa · Egyesült Államok                                                | 21,20 m         | Tomasz Majewski · Lengyelország                                                     | 20,93 m NR   |
| Hétpróba Versenyek: március 8.-9.      | Bryan Clay · Egyesült Államok                                                | 6371 pont WL | Andrej Kravcsanka · Fehéroroszország                                          | 6234 pont NR    | Dmitrij Karpov · Kazahsztán                                                         | 6131 pont    |

### Női
| Versenyszám                            | Arany                                                                               | Arany        | Ezüst                                                                                    | Ezüst        | Bronz                                                                                  | Bronz               |
| -------------------------------------- | ----------------------------------------------------------------------------------- | ------------ | ---------------------------------------------------------------------------------------- | ------------ | -------------------------------------------------------------------------------------- | ------------------- |
| 60 m Döntő: március 7., 20:25          | Angela Williams · Egyesült Államok                                                  | 7,06 WL      | Jeanette Kwakye · Nagy-Britannia                                                         | 7,08 NR      | Tahesia Harrigan · Brit Virgin-szigetek                                                | 7,09 NR             |
| 400 m Döntő: március 9., 16:15         | Oleszja Zikina · Oroszország                                                        | 51,09 WL     | Natalja Nazarova · Oroszország                                                           | 51,10 SB     | Shareese Woods · Egyesült Államok                                                      | 51,41 PB            |
| 800 m Döntő: március 9., 17:15         | Tamsyn Lewis · Ausztrália                                                           | 2:02,57      | Tetjana Petljuk · Ukrajna                                                                | 2:02,66      | Maria Mutola · Mozambik                                                                | 2:02,97             |
| 1500 m Döntő: március 9., 18:25        | Gelete Burka · Etiópia                                                              | 3:59,75 AR   | Marjam Juszuf Dzsamál · Brunei                                                           | 3:59,79 AR   | Daniela Jordanova · Bulgária                                                           | 4:04,19 NR          |
| 3000 m Döntő: március 8., 17:00        | Meseret Defar · Etiópia                                                             | 8:38,79      | Meselech Melkamu · Etiópia                                                               | 8:41,50      | Mariem Alaoui Selsouli · Marokkó                                                       | 8:41,66             |
| 60 m gát Döntő: március 8., 20:15      | Lolo Jones · Egyesült Államok                                                       | 7,80         | Candice Davis · Egyesült Államok                                                         | 7,93         | Anay Tejeda · Kuba                                                                     | 7,98                |
| 4x400 m váltó Döntő: március 9., 18:05 | Oroszország · Julija Guscsina · Tatyjana Levina · Natalja Nazarova · Oleszja Zikina | 3:28,17 WL   | Fehéroroszország · Hanna Kozak · Irina Hljusztava · Szvjatlana Uszovics · Ilona Uszovics | 3:28,90 SB   | Egyesült Államok · Angel Perkins · Miriam Barnes · Shareese Woods · Moushaumi Robinson | 3:29,30 SB          |
| Magasugrás Döntő: március 9., 17:25    | Blanka Vlašić · Horvátország                                                        | 203 cm       | Jelena Szleszarenko · Oroszország                                                        | 201 cm       | Vita Palamar · Ukrajna                                                                 | 201 cm NR           |
| Rúdugrás Döntő: március 8., 18:30      | Jelena Iszinbajeva · Oroszország                                                    | 4,75         | Jennifer Stuczynski · Egyesült Államok                                                   | 4,75 PB      | Fabiana Murer · Brazília · Monika Pyrek · Lengyelország                                | 470 cm AR 470 cm SB |
| Távolugrás Döntő: március 9., 16:00    | Naide Gomes · Portugália                                                            | 700 cm WL    | Maurren Higa Maggi · Brazília                                                            | 689 cm AR    | Irina Szimagina · Oroszország                                                          | 688 cm              |
| Hármasugrás Döntő: március 8., 17:05   | Yargelis Savigne · Kuba                                                             | 15,05 m AR   | Hriszopijí Devedzí · Görögország                                                         | 15,00 m NR   | Marija Šestak · Szlovénia                                                              | 14,68 m             |
| Súlylökés Döntő: március 9., 16:05     | Valerie Vili · Új-Zéland                                                            | 20,19 m AR   | Nadzeja Asztapcsuk · Fehéroroszország                                                    | 19,74 m      | Li Meiju · Kína                                                                        | 19,09 m PB          |
| ötpróba Versenyek: március 7.          | Tia Hellebaut · Belgium                                                             | 4867 pont WL | Kelly Sotherton · Nagy-Britannia                                                         | 4852 pont SB | Anna Bogdanova · Oroszország                                                           | 4753 pont           |

## A magyar sportolók eredményei
Magyarország a világbajnokságon két sportolóval képviseltette magát.